# Dr. Stone
Dr. Stone (ドクターストーン?, Dokutā Sutōn) è un manga scritto da Riichirō Inagaki e disegnato da Boichi, serializzato sulla rivista Weekly Shōnen Jump di Shūeisha dal 6 marzo 2017 al 7 marzo 2022. L'edizione italiana è stata pubblicata da Star Comics dal 1º novembre 2018 al 9 gennaio 2024.
Un adattamento anime prodotto da TMS Entertainment viene trasmesso in Giappone a partire dal 5 luglio 2019.

## Trama
Anno 5738, da 3719 anni precisi l'intera umanità si ritrova tramutata in pietra a causa di una misteriosa catastrofe. Taiju Oki riesce inspiegabilmente a risvegliarsi, trovandosi così di fronte ad una realtà completamente diversa da quanto ricordava, dove la natura ha ripreso il sopravvento sulla civiltà umana. Al suo risveglio il ragazzo si ricongiunge al suo amico Senku, un giovane e geniale scienziato, anche lui risvegliato qualche mese prima. Insieme i ragazzi sperano di scoprire la causa dietro all'improvvisa trasformazione in pietra, e, nel frattempo, di trovare una cura e ricostruire la civiltà umana grazie al potere della scienza.

## Personaggi
Senku Ishigami (石神 千空?, Ishigami Senku)
Doppiato da: Yusuke Kobayashi (ed. giapponese), Jacopo Calatroni (ed. italiana)
Un ragazzo erudito e intelligente, appassionato di scienza in ogni suo ambito. Si dimostra sempre indifferente e distaccato, ma in realtà tiene molto ai suoi amici e ai suoi nobili ideali.
Taiju Oki (大木 大樹?, Ōki Taiju)
Doppiato da: Makoto Furukawa (ed. giapponese), Marco Benedetti (ed. italiana)
Il miglior amico di Senku, un ragazzo robusto e con molta resistenza fisica. È sincero in tutto quello che dice e si prodiga sempre per il bene degli altri, in particolare Yuzuriha della quale è innamorato.
Yuzuriha Ogawa (小川 杠?, Ogawa Yuziriha)
Doppiata da: Kana Ichinose (ed. giapponese) e Annalisa Longo (ed. italiana)
Una ragazza dolce, premurosa e scaltra nelle situazioni difficili. Si fida ciecamente dei suoi amici Senku e Taiju e si impegna al massimo per aiutarli.
Tsukasa Shishio (獅子王 司?, Shishio Tsukasa)
Doppiato da: Yūichi Nakamura (ed. giapponese) e Alessandro Zurla (ed. italiana)
Un ragazzo forte e muscoloso dall'indole violenta. È disposto a tutto per perseguire il suo obiettivo di purificazione del genere umano, anche se ciò lo porterà a tradire i valori morali in cui crede.
Kohaku (コハク?)
Doppiata da: Manami Numakura (ed. giapponese), Chiara Leoncini (ed. italiana)
Una ragazza agile e forte, abituata a combattere fin da piccola. Da quando conosce Senku crede nelle potenzialità della scienza e lo aiuta a sviluppare il suo regno. È molto aggressiva, in particolare con chi evidenzia i suoi lati poco femminili, ma tiene molto ai suoi amici e ai suoi cari.
Chrome (クロム?, Kuromu)
Doppiato da: Gen Sato (ed. giapponese), Andrea Oldani (ed. italiana)
Un ragazzo esuberante e affascinato dalla scoperta, e talvolta considerato puerile per questo motivo. Diventa il braccio destro di Senku da quando questi arriva al villaggio Ishigami.
Suika (スイカ?)
Doppiata da: Karin Takahashi (ed. giapponese), Deborah Morese (ed. italiana)
Una bambina timida e carina, ma molto educata e con un gran senso del dovere. Le piace rendersi utile per il Regno della scienza anche se in piccola misura, e grazie alla sua piccola statura è la carta vincente per molte missioni importanti.
Gen Asagiri (あさぎりゲン?, Asagiri Gen)
Doppiato da: Kengo Kawanishi (ed. giapponese), Federico Viola (ed. italiana)
Un ragazzo esperto di psicologia e dall'atteggiamento ambiguo. È molto d'aiuto al Regno della scienza per le negoziazioni ed è abile a dialogare.
Ryusui Nanami (七海 龍水?, Nanami Ryūsui)
Doppiato da: Ryōta Suzuki (ed. giapponese), Matteo De Mojana (ed. italiana)
Un ragazzo avido e ambizioso, ma con un talento innato per la navigazione. Pensa sempre ai suoi interessi, ma mette volentieri a disposizione la sua esperienza per gli obiettivi di Senku.

## Media

### Manga
Il manga, scritto da Riichirō Inagaki e disegnato da Boichi, è stato serializzato dalla Shūeisha sulla rivista Weekly Shōnen Jump dal numero del 6 marzo 2017 al 7 marzo 2022. A fine settembre 2021 la serie è entrata nel suo arco narrativo finale. I capitoli sono stati raccolti in 26 volumi tankōbon pubblicati dal 7 luglio 2017 al 4 luglio 2022. Un ventisettesimo volume è stato pubblicato il 4 aprile 2024.
Il 20 ottobre 2019, è stato annunciato che una miniserie spin-off di nove capitoli intitolata Dr. Stone Reboot: Byakuya (Dr.STONE reboot:百夜?, Dokutā Sutōn Ribūto: Byakuya) avrebbe debuttato il 28 ottobre nel numero 48 di Weekly Shōnen Jump di Shueisha con storia e disegni di Boichi. La serie è terminata il 23 dicembre 2019. Un volume tankōbon è stato pubblicato il 4 marzo 2020.
In Italia la serie originale è stata pubblicata da Star Comics dal 1º novembre 2018 al 9 gennaio 2024; il ventisettesimo volume è stato pubblicato il 6 maggio 2025. La traduzione dei testi è stata curata da Yaeka Yoshida, il lettering è stato realizzato da Christian Biscaro mentre l'adattamento grafico è di Fabio Bettazzi. Dr. Stone Reboot: Byakuya è uscito il 3 marzo 2021 ad opera dello stesso editore. La traduzione dei testi è stata curata da Yaeka Yoshida, mentre il lettering è stato realizzato da Federica Bellinato.

### Anime

Senku nella prima sigla di apertura.

L'adattamento anime è stato annunciato sul cinquantunesimo numero di Weekly Shōnen Jump il 19 novembre 2018. La serie è prodotta dallo studio TMS Entertainment, con la regia di Shinya Iino, la sceneggiatura di Yuichiro Kido, il character design di Yuko Iwasa mentre la colonna sonora è ad opera di Tatsuya Kato, Hiroaki Tsutsumi e Yuki Kanesaka. È stata trasmessa dal 5 luglio al 13 dicembre 2019. Per i primi 13 episodi la sigla d'apertura è Good Morning World! cantata dai Burnout Syndromes mentre quella di chiusura è LIFE ed è interpretata dai Rude-α. Nella seconda metà di episodi la sigla di apertura è Sangenshoku (三原色?) cantata dai Pelican Fanclub e quella di chiusura è Yume no youna (夢のような?) di Saeki Yuusuke.
Crunchyroll ha acquistato i diritti internazionali per distribuire la serie in versione sottotitolata in vari Paesi, tra cui l'Italia.
Una seconda stagione è stata confermata l'11 dicembre 2019. Quest'ultima copre l'arco narrativo "Stone Wars" ed è intitolata Dr. Stone: Stone Wars; è stata trasmessa dal 14 gennaio al 25 marzo 2021. La sigla d'apertura è Paradise (楽園?, Rakuen) cantata dagli Fujifabric mentre quella di chiusura è Voice? (声??, Koe?) interpretata da Hatena sono della seconda stagione.
Una terza stagione è stata annunciata il 25 marzo 2021 e programmata per il 2023. Il 20 dicembre 2021 è stato confermato un episodio speciale della durata di un'ora, il quale è stato trasmesso il 10 luglio 2022, con come sigla iniziale quella della prima stagione, Good Morning World! cantata dai Burnout Syndromes. La terza stagione invece è stata trasmessa dal 6 aprile al 21 dicembre 2023 ed è divisa in due parti. Le sigle sono rispettivamente Wasuregataki di Huwie Ishizaki (apertura) e Where Do We Go? degli Okamoto's (chiusura).
Una quarta nonché ultima stagione è stata annunciata dopo la conclusione della terza. Viene trasmessa dal 9 gennaio 2025 ed è divisa in tre parti. Per la prima parte, le sigle sono rispettivamente Casanova Posse degli Ali (apertura) e Rolling Stone dei Breimen (chiusura).
Il doppiaggio italiano della serie è stato annunciato il 27 novembre 2022 e esce su Crunchyroll dal 12 dicembre 2022. Il doppiaggio italiano è curato da VSI Italia sotto la direzione di Claudio Beccari e Giovanni Garbellini (stagioni 1-3). L'adattamento dei dialoghi dell'edizione italiana è stato effettuato da Marta Ferreri (stagioni 1-3), Silvia Fornasiero (stagioni 1-3), Giovanni Garbellini (stagioni 1-3), Simona Testa (stagioni 1-3) e Claudio Beccari (stagione 4).
Successivamente il doppiaggio è stato proposto insieme alla versione sottotitolata su Netflix dal 1º maggio 2024, ma non in simulcast in quanto i diritti rimangono a Crunchyroll.

#### Episodi
| Nº | Titolo italiano           | Episodi     | Trasmissione | Trasmissione |
| Nº | Titolo italiano           | Episodi     | Giappone     | Italia       |
| 1  | Dr. Stone                 | 1-24        | 2019         | 2022-2023    |
| 2  | Dr. Stone: Stone Wars     | 25-35       | 2021         | 2023         |
| 3  | Dr. Stone: New World      | 36-57       | 2023         | 2023         |
| 4  | Dr. Stone: Science Future | 58-in corso | 2025         | 2025         |

### Videogioco
Nel dicembre 2020, è stato annunciato un videogioco per smartphone basato sulla serie e intitolato Dr. Stone Battle Craft, il quale è stato pubblicato il 1º settembre 2021. Il titolo è stato sviluppato da Poppin Games Japan ed è un gioco di strategia con elementi tratti dagli open world, giochi di ruolo e dai simulatori di vita.

## Accoglienza
A partire da gennaio 2021, il manga ha oltre 8,4 milioni di copie in circolazione.
 Dr. Stone  si è classificato al 15º posto, insieme a Keep Your Hands Off Eizouken!, nella lista dei migliori manga del 2018 di Takarajimasha Kono manga ga sugoi! per lettori maschi. La serie si è classificata seconda al quarto "Tsugi ni Kuru Manga Awards" nel 2018.
A novembre 2019, Crunchyroll ha elencato Dr. Stone nella sua "Top 25 dei migliori anime degli anni 2010". "Dr. Stone" è stata l'ottava serie anime più vista su Netflix in Giappone nel 2019.
Nel sondaggio Manga Sōsenkyo 2021 indetto da TV Asahi, 150 000 persone hanno votato la loro top 100 delle serie manga e Dr. Stone si è classificata al 100º posto.